# Бастонь (округ)
Административный округ Бастонь — один из пяти округов провинции Бельгии Люксембург, расположенной в регионе Валлония. Площадь округа — 1043,00 км², население — 45 705 человек.

## География
Округ расположен на северо-востоке провинции и граничит с кантонами Клерво, Реданж и Вильц Люксембурга. На севере граничит с округом Вервьер провинции Льеж.

## Коммуны округа
| Коммуна    | Французское название | Население, чел. (2015) | Площадь, км² |
| ---------- | -------------------- | ---------------------- | ------------ |
| Бастонь    | Bastogne             | 15 127                 | 172,03       |
| Бертонь    | Bertogne             | 3220                   | 91,67        |
| Фовилле    | Fauvillers           | 2 215                  | 74,11        |
| Гуви       | Gouvy                | 5459                   | 165,11       |
| Уффализ    | Houffalize           | 5068                   | 166,58       |
| Сент-Од    | Houffalize           | 2437                   | 97,87        |
| Во-сюр-Сюр | Vaux-sur-Sûre        | 5241                   | 135,87       |
| Вьельсальм | Vielsalm             | 7495                   | 139,76       |

## Население
| Население округа в XIX—XXI веках |
| -------------------------------- |
|                                  |